# Référendum constitutionnel grec de 1973
Un référendum constitutionnel a eu lieu en Grèce le 29 juillet 1973. L'amendement avait pour ambition d'abolir la monarchie et d'établir une république, proclamée le 1er juin précédent. La proposition a été approuvée par 78,6 % des électeurs, avec un taux de participation de 75 %. Cet événement a initié la première étape de la Metapolítefsi.

## Contexte
La junte militaire a gouverné la Grèce depuis qu'un groupe d'officiers de rang intermédiaire, sous la direction du colonel Geórgios Papadópoulos, a organisé un coup d'État le 21 avril 1967. Le roi Constantin II a, à contrecœur, approuvé le coup d'État, mais a commencé à se préparer à un contre-coup d'État avec l'aide d'éléments des forces armées qui lui sont restés fidèles. Cette opération a été lancée le 13 décembre 1967 et a échoué, forçant le roi et la famille royale à fuir vers l'Italie. La Grèce est restée un royaume et les fonctions du roi ont été exercées par un régent, poste occupé jusqu'en 1972 par le général Zoitakis, puis assumée par Papadópoulos, de plus en plus dominant, qui a également occupé le poste de Premier ministre et plusieurs autres postes ministériels.
En mai 1973, un important mouvement anti-junte a été découvert et réprimé, juste avant son soulèvement dans les rangs de la Marine surtout royaliste. Cependant, un navire, le destroyer Velos, s'est effectivement mutiné, et après avoir atteint l'Italie, le capitaine Nikólaos Pappás, 31 officiers et le reste de l'équipage ont débarqué et ont demandé l'asile politique, attirant l'intérêt de la scène internationale. La révolte échouée de la Marine a démontré que même après six années sous la direction de la junte, l'opposition ne s'était pas éteinte, et qu'elle existait même chez une grande partie des forces armées, qui étaient le principal soutien interne du régime. Cette révélation a créé une crise majeure chez la direction de la junte.
Papadópoulos a donc été forcé d'agir, dans un mouvement qui renforcerait sa propre autorité, se débarrasserait du roi, et apparaîtrait comme un changement de cap vers de véritables réformes. Le 1er juin, une loi constituante, qui déclarait que la Grèce était une république présidentielle, avec Papadópoulos comme président, a été proclamée. La loi devait être confirmée par un référendum, qui a eu lieu le 29 juillet suivant. Les partis politiques défunts et leurs dirigeants préconisaient de voter « non », comme un signe d'opposition au régime, mais le vote a été étroitement contrôlée par la junte, et les prévisions étaient favorables au régime.

## Résultats
| Choix                                                       | Votes     | %    |
| ----------------------------------------------------------- | --------- | ---- |
| Oui                                                         | 3 843 318 | 78,6 |
| Non                                                         | 1 048 308 | 21,4 |
| Invalides et blancs                                         | 64 293    | 1,3  |
| Total des votes                                             | 4 955 919 | 100  |
| Source : Pantelis, Koutsoubinas, Gerapetritis, 2010, p. 838 |           |      |

## Conséquences
Papadópoulos a promis un retour à un régime démocratique et parlementaire, sur la base des dispositions de la nouvelle constitution, et a nommé Spíros Markezínis comme Premier ministre. Sa tentative de démocratisation contrôlée échoue après le soulèvement de l'Université polytechnique d'Athènes en novembre 1973 puis le coup d'État de Dimítrios Ioannídis le 25 novembre de la même année. Les formes de la République ont été maintenues jusqu'à l'effondrement final de la junte en août 1974, et le 8 décembre 1974, un autre référendum a eu lieu, dans lequel le peuple grec a confirmé l'abolition de la monarchie, et la création de l'actuelle Troisième République Hellénique.